# Bienvenue chez les Loud
Bienvenue chez les Casagrandes
Bienvenue chez les Loud (The Loud House) est une série télévisée d'animation américaine créée par Chris Savino et diffusée depuis le 2 mai 2016 sur la chaîne Nickelodeon. Basée sur l'enfance de Savino qui a lui-même grandi dans une famille nombreuse, la série tourne autour de la vie quotidienne de Lincoln Loud, un garçon de onze ans et seul garçon dans une famille de dix filles où il est le cadet, et vivant dans une ville fictive du sud-est du Michigan appelée Royal Woods. Produite par Nickelodeon Animation Studio et animée par le studio canadien Jam Filled Entertainment, elle est lancée en avril 2016 sous forme d'un court métrage de trois minutes, Bathroom Break!!, sur les sites Nick.com et YouTube.
Elle est nommée lors des 28e et 29e éditions des GLAAD Media Awards pour l'introduction des personnages d'Howard et Harold McBride, les deux papas homosexuels de Clyde McBride, le meilleur ami de Lincoln et remporte l'Imagen Awards du meilleur programme télévisé pour enfants pour la représentation positive de Latinos dans la série.
En mai 2017, les personnages Lincoln Loud et Clyde McBride font la couverture du magazine américain Variety comme étant un exemple de la diversité culturelle et ethnique dans les séries télévisées d'animation. En 2019 sort la série d'animation Bienvenue chez les Casagrandes dérivée de Bienvenue chez les Loud, principalement axée sur la famille Casagrande.
En août 2021, Nickelodeon Movies ont sorti Bienvenue chez les Loud, le film (The Loud House Movie) en anglais. L'Histoire se passe en Écosse chez les ancêtres de la famille Loud. Le film est sorti sur la plateforme Netflix.

## Synopsis
Dans la ville fictive de Royal Woods, dans le Michigan, vivent Lincoln Loud et ses dix sœurs. Il sait que pour survivre parmi cinq sœurs aînées (Lori, Leni, Luna, Luan, et Lynn) et cinq sœurs cadettes (Lucy, les jumelles Lana et Lola ainsi que Lisa, et enfin Lily, le bébé), il faut faire preuve de détachement, de confiance en soi, d'optimisme et qu'il faut toujours avoir un plan.
Dans la cinquième saison, les enfants Loud vieilliront d'un an avec Lori à l'université Fairway, Lincoln au collège et Lily à l'école maternelle.

## Fiche technique
Sauf indication contraire, les informations mentionnées dans cette section peuvent être confirmées par la base de données cinématographiques IMDb,  présente dans la section « Liens externes ».
- Titre original : The Loud House
- Titre français : Bienvenue chez les Loud
- Création : Chris Savino
- Réalisation : Chris Savino (2016–18), Kyle Marshall, Brian Morante (Saison 3), Amanda Rynda (Saison 3)
- Scénario : Alec Schwimmer, Ava Tramer, Karla Sakas Shropshire, Michael Rubiner, Bob Mittenthal, Kevin Sullivan, Haley Mancini, Scott Kreamer, Whitny Wetta, Sammie Crowley, Eric Acosta, Darin McGowan, Amaris Cavin, Billy Frolick, Alan J. Van Dyke, Karey Kirkpatrick, Jeff Sayers
- Musique : Doug Rockwell ; Chris Savino, Michelle Lewis, Doug Rockwell (musique thématique)
  - Générique de début : Bienvenue chez les Loud par Michelle Lewis, Doug Rockwell et Chris Savino
  - Générique de fin : Credits Theme par Freddy Horvath et Chris Savino
- Production : Karen Malach ;
  - Production exécutive : Chris Savino (2016-2018), Michael Rubiner (depuis 2018)
- Société de production : Nickelodeon Productions
- Société de distribution : ViacomCBS Domestic Media Networks
- Pays d'origine :  États-Unis
- Langue originale : anglais
- Format : couleur - 1080i (HDTV) - 16/9 - Dolby Digital 5.1
- Nombre d'épisodes : 109 (4 saisons + 5 courts)
- Durée : 22 minutes
- Dates de première diffusion :
  - États-Unis : 2 mai 2016
  - France : 16 mai 2016
  - Québec : automne 2016[réf. nécessaire]

## Distribution

### Voix originales
| Famille Loud - Sean Ryan Fox (court métrage) (saison 1, épisode 1 à 22), Collin Dean (saison 1, depuis l'épisode 23) : Lincoln Loud Famille McBride - Caleel Harris (saison 1 à 3), Andre Robinson (depuis la saison 3) : Clyde McBride - Michael McDonald (en) : M. Howard McBride - Wayne Brady : M. Harold McBride Famille Casagrande - Carlos PenaVega : Roberto Alejandro Martinez-Millan Luis Santiago Jr. (Bobby) - Breanna Yde : Ronalda Anne Santiago (Ronnie Anne) - Sumalee Montano : Maria Casagrande-Santiago - Sonia Manzano : Rosa Casagrande - Ruben Garfias : Hector Casagrande - Carlos Alazraqui : Frida Puga-Casagrande - Alexa Vega : Carlota Casagrande - Jared Kozak : Carlos Jr. Casagrande (C.J.) - Alex Cazares : Carlino Casagrande (Carlito) - Roxana Ortega : Carlitos Casagrande | Autres personnages - Lara Jill Miller : Liam Hunnicutt / Becky / Dana / Nurse Patti - Wyatt Griswold : Rusty Spokes - Jessica DiCicco : Zach Gurdle - Daniel DiMaggio, Lara Jill Miller (épisode La Soirée pyjama) : Artie - Richard Horowitz, Daniel DiVenere (épisode La Super Place) : Rolf - Jeff Bennett : Mick Swagger - Ashlyn Madden : Carol Pingrey - Richard Steven Horvitz : Chaz - Lara Jill Miller (saison 2, épisode 2 à saison 3, épisode 10), Brec Bassinger (depuis la saison 3, épisode 23) : Margo Roberts - Jill Talley : Sam Sharp - Fred Tatasciore : Bernie / le chef Sergey - Grey Griffin : Cheryl / Scoots - John DiMaggio : Chester Monk (Chunk) / Flip / M. Grouse - Jeff Bennett : le coach Pacowski - Charlie Schlatter : le Dr Feinstein - Brian Stepanek : Hunter Spector - Catherine Taber : Katherine Mulligan - Phil LaMarr : Kotaro - Rob Paulsen : Seymour - Phil LaMarr (épisode Vanzilla), Dee Bradley Baker (épisode Légende) : Steve - Stephen Tobolowsky : principal Wilbur T. Huggins - Susanne Blakeslee : Agnes Johnson |

### Voix françaises
| Famille Loud - Nathalie Bienaimé : Lincoln Loud - Caroline Mozzone : Lori Loud - Claire Baradat : Leni Loud - Patricia Legrand : Luna Loud - Leslie Lipkins : Luan Loud - Marie Facundo : Lynn Jr. Loud - Magali Rosenzweig : Lucy Loud - Frédérique Marlot : Lana Loud - Jessica Barrier : Lola Loud - Caroline Combes : Lisa Loud / Lily Loud - Emma Clavel : Rita Loud - Philippe Roullier : Lynn Sr. Loud - Gilbert Lévy : Albert Loud dit « Papy » Famille Casagrande - François Creton : Roberto Alejandro Martinez-Millan Luis Santiago Jr. dit « Bobby »/ Carlos Casagrande - Marie Facundo : Ronalda Anne Santiago (Ronnie Anne) - Martial Le Minoux : Hector Casagrande - Frédérique Marlot : Carlino Casagrande dit « Carl » - Caroline Combes : Carlitos Casagrande - Patricia Legrand : Carlota Casagrande | Famille McBride - Audrey Sablé : Clyde McBride - Philippe Roullier : Howard McBride - François Creton : Harold McBride Autres personnages - Marie Facundo : Liam Hunnicutt - Audrey Sablé : Rusty Spokes - Patricia Legrand : Zach Gurdle / Artie / Becky / Scoots / Carlotta / Dante / Lacey - Magali Rosenzweig : Rolf - Martial Le Minoux : le chef Sergey / le principal M. Wilbur Huggins - Pauline Ziadé : Sid - Philippe Roullier : Flip / M. Grouse (Gilbert Lévy dans l'épisode Tout un roman) / Hunter Spector / Grozen Grognard - Virginie Kartner : Sam / Byron / Chandler / Coach Hutch / Madame la bibliothécaire - Alan Aubert-Carlin : Marc Summers / Raj / Rowdy - Vincent de Boüard, Olivia Dutron, Adeline Chetail, Patrice Dozier : voix additionnelles - Alexandre Faitrouni, Hanna Hägglund : chansons |

Version française :
Société de doublage : Lylo Media Group
Direction artistique : Philippe Roullier (dialogues), Edwige Chandelier (chansons)
Adaptation : Charles Platto, Aline Langel, Didier Duclos, Michel Gardet (dialogues), Edwige Chandelier (chansons)
Ingénieurs du son : Samuel Didi, Joaquim Proença, Nicolas Jacopin, Mélissa Petitjean Hèche
 Source et légende : version française (VF) sur RS Doublage

## Production
Chris Savino a basé la série sur ses propres expériences grandissant dans une grande famille. Au début du développement, la famille Loud devait être composée de lapins, mais un des dirigeants du studio a demandé à Savino de les rendre humains. Il a présenté l'idée à Nickelodeon en 2013 comme un court métrage de deux minutes et demi pour leur programme annuel de courts métrages d'animation. En juin de l'année suivante, Nickelodeon annonce que la série est confirmée pour une saison de 13 épisodes.
Le 25 mai 2016, Nickelodeon annonce que la série est renouvelée pour une deuxième saison de 14 épisodes plus tard portés à 26. Le 19 octobre 2016, une troisième saison de 26 épisodes est confirmée. Chris Savino a cité Peanuts, Polly et Her Pals comme influences sur les caractérisations et l'animation de la série[réf. souhaitée]. Les bandes dessinées de journaux influencent également l'art de fond de la série[réf. souhaitée].
Le 17 octobre 2017, Cartoon Brew rapporte que Chris Savino avait été suspendu du studio en raison d'allégations de harcèlement sexuel, le rapport notant que les rumeurs sur le comportement de Savino existaient depuis « au moins une décennie ». Le 19 octobre 2017, un porte-parole de Nickelodeon a confirmé que Savino avait été renvoyé du studio, et que la série continuerait la production sans lui. Six jours plus tard, le 23 octobre 2017, Savino évoque pour la première fois depuis son licenciement en disant qu'il était « profondément désolé » pour ses actions. Parallèlement à l'annonce de la série pour une quatrième saison, il est annoncé que le chef scénariste Michael Rubiner est nommé producteur exécutif et show runner. Le 30 mai 2018, Savino est suspendu de la guilde d'animation, section locale 839 de l'IATSE, pour un an.
Le 6 mars 2018, la série est renouvelée pour une quatrième saison, et une série dérivée, sous le titre de travail Los Casagrandes est en cours de production. Reprenant d'où l'épisode Chaos familial s'est arrêté, elle suivra les personnages de soutien, Bobby et Ronnie-Anne Santiago, qui vivent avec leur famille élargie dans la grande ville. Le 7 mai 2019, il est annoncé que la série est renouvelée pour une cinquième saison.
Le 9 septembre 2020, Nickelodeon annonce que la série est renouvelée pour une sixième saison.
Le 24 mars 2022, Nickelodeon annonce que la série est renouvelée pour une septième saison et qu'une série live en 10 épisodes est en préparation, à la suite du succès du téléfilm A Loud House Christmas diffusé le 26 novembre 2021.

### Saisons deBienvenue chez les Loud
- Liste des épisodes de Bienvenue chez les Loud
- Saison 1 de Bienvenue chez les Loud
- Saison 2 de Bienvenue chez les Loud
- Saison 3 de Bienvenue chez les Loud
- Saison 4 de Bienvenue chez les Loud
- Saison 5 de Bienvenue chez les Loud
- Saison 6 de Bienvenue chez les Loud
- Saison 7 de Bienvenue chez les Loud
- Saison 8 de Bienvenue chez les Loud

### Diffusion internationale
La série débute sur Nickelodeon le 2 mai 2016 à 17 h (ET / PT), avec de nouveaux épisodes en première chaque jour de la semaine. La première bande-annonce de la série a été diffusée le 13 mars 2016[réf. souhaitée]. La série est également diffusée sur la chaîne famille AFN.
À l'international, la série a été diffusée en Israël et le 15 mai 2016 en Italie[réf. souhaitée] ; en Amérique latine, Brésil, Pologne, Allemagne, France et Afrique le lendemain. Elle commence à être diffusé le 20 mai 2016 en Asie du Sud-Est. L'Australie, la Nouvelle-Zélande, le Royaume-Uni et les chaînes irlandaises Nickelodeon ont présenté la série le 30 mai 2016. Au Moyen-Orient et en Afrique du Nord, la série a été diffusée sur Nickelodeon Arabia et sur MBC 3[réf. nécessaire].
En France, elle est diffusée sur Nickelodeon depuis le 16 mai 2016 puis sur Gulli depuis le 2 septembre 2017. En Suisse, elle est diffusée sur la RTS et les autres chaînes de la SRG SSR, ainsi que sur Nickelodeon France et Nick Schweiz. Au Québec, elle est disponible depuis l'automne 2016 sur le Club Illico. Au Canada, YTV a diffusé un aperçu de la série le 5 septembre 2016, suivie d'une première officielle le 6 septembre 2016.

## Personnages

### Famille Loud
- Lincoln Loud, âgé de 11 ans, est le seul fils de la famille Loud. Il a les cheveux blancs, des taches de rousseur et une dent avancée. Il a une passion pour les bandes dessinées (en particulier son super-héros préféré : Ace Savvy) et on le voit souvent en train de les lire alors qu'il ne porte que ses sous-vêtements, car il est plus à l'aise pour lire ses bandes dessinées de cette façon. Clyde est son meilleur ami, il communique souvent avec lui par talkie-walkie. Lincoln est un garçon très intelligent, gentil, serviable et aimant envers toutes ses sœurs et fait preuve d'une envie de bien faire perpétuelle. Mais il est aussi cependant assez égoïste malgré lui. S'il lui arrive quelquefois de passer à côté, il finit toujours par tout arranger et se montre d'une maturité étonnante pour son âge, face au laxisme de ses parents.
- Lori Loud, est l'aînée de 19 ans de la famille Loud et la seule enfant qui possède son permis de conduire. Lori est considérée comme une adolescente autoritaire, colérique, sarcastique et cynique, souvent condescendante en vers son frère et ses sœurs. Elle se soucie malgré tout profondément de sa famille. On la voit habituellement parler à son petit ami Bobby sur son smartphone et utilise le mot «carrément» fréquemment.
- Leni Loud, 17 ans, est la sœur cadette de Lori. Elle est représentée comme une belle blonde passionnée par la mode, mais qui manque d'intelligence. Elle a comme tic d'introduire régulièrement dans ses phrases le mot «genre». Elle a une peur des araignées, le meilleur exemple étant dans l'épisode Une araignée sur le plafond. Leni aurait tendance à emprunter une partie des vêtements de Lori sans lui demander la permission, ce qui les conduit souvent à se disputer.
- Luna Loud, 15 ans, est la troisième enfant la plus âgée de la famille Loud. Elle a l'habitude d'adopter l'accent britannique. C'est une musicienne optimiste qui joue de divers instruments, surtout de la guitare. C'est une fan de Mick Swagger, son musicien préféré, et elle encourage toujours sa famille à « rester cool ». Dans l'épisode Rock N Roll, il est révélé que Luna a ruiné tous les premiers concerts de ses sœurs. Il est révélé à la fin de l'épisode L comme Love qu'elle est bisexuelle (elle est attirée par Hugh, le tuteur de Lincoln, dans l'épisode Galère scolaire, et dans l'épisode L comme Love elle a un faible pour Sam qui s'avère être une fille).
- Luan Loud, 14 ans, est la quatrième enfant de la famille Loud et la comédienne de la fratrie. La plupart de ses blagues sont des mauvais jeux de mots au désarroi de son frère et de ses sœurs. Elle possède une marionnette de ventriloquisme qu'elle appelle Mr. Noix de coco. Chaque poisson d'avril, Luan devient une folle obsédée par la seule et unique envie de piéger sa famille.
- Lynn Loud est une adolescente sportive de 13 ans. Elle a tendance à lancer des compétitions à son frère et ses sœurs et joue un grand nombre de sports comme le baseball, le basketball, le rugby et le football. Elle pratique aussi différentes formes d'arts martiaux comme le karaté, le kick-boxing, la lucha libre, le ninjutsu et le parkour. Elle possède un ballon de rugby, un ballon de basket, un ballon de football et de nombreuses cross de hockey. Malgré son âge elle se montre parfois immature.
- Lucy Loud est la septième enfant de la famille Loud et à l'âge de 8 ans. Lucy est une fille gothique intéressée par la poésie et les fictions gothiques qui a des chauves-souris comme animaux de compagnie. Elle a la peau blanche pâle et de longs cheveux noirs avec une frange qui cache ses yeux et possède une colonie de  chauve-souris dont sa préféré s'appelle vamps. Ses parents ont vu qu'elle avait les yeux bizarres quand elle était petite (c'est grâce à ça qu'elle a une frange). Lucy a également l'étrange capacité d'apparaître soudainement auprès de son frère et de ses sœurs alors que ces derniers ne l'ont pas interpellés.
- Lana Loud est la neuvième enfant âgée de 6 ans de la famille Loud et la sœur jumelle de Lola. Elles partagent la même chambre et ont deux dents manquantes. Lana est un garçon manqué amusant qui aime se salir les mains, ce qui ennuie souvent Lola. Elle est aussi une bricoleuse qualifiée comme le montre la version télévisée de la chanson du thème de la série et quelques épisodes où elle s'occupait souvent des travaux de plomberie. Lana prend soin de beaucoup d'animaux qu'elle garde dans sa chambre où la plupart d'entre eux sont des grenouilles et des reptiles. Dans l'épisode Les Premiers pas, il est révélé que Lana a peur des hauteurs. Dans l'épisode Le Paradis perdu, il est révélé que Lana est allergique à la rhubarbe. Dans l'épisode Le Message, il est révélé que Lana est née deux minutes avant Lola.
- Lola Loud, âgée de 6 ans et la sœur jumelle de Lana. Il manque à Lola les deux dents du haut. Lola est une « princesse » qui est qualifiée pour comploter et obtenir son chemin. Elle devient maniaque si son frère et ses sœurs, en particulier Lincoln, la mettent en colère de quelque façon que ce soit. Lola est surtout vue vêtue d'une robe rose qui lui cache ces jambes et un diadème sur la tête. Elle est constamment engagée dans des concours de beauté pour enfants. Dans l'épisode Rien ne vaut l'école à la maison, il est révélé que Lola fait l'école à la maison quand il s'agit de Saison Pageant.
- Lisa Loud,  de son nom complet Lisa Marie Loud comme on l’apprend dans l’épisode Service complexe, a 4 ans. Lisa est le deuxième plus jeune enfant de la famille Loud et la deuxième cadette des cinq sœurs cadettes de Lincoln. On la voit souvent travailler sur des expériences, des équations et des formules complexes. Lisa fréquente la maternelle à l'école primaire Royal Woods.
- Lily Loud, âgée de 15 mois est la plus jeune de la famille. Elle ne parle qu'en disant « popo » ou en bavant. Elle partage sa chambre avec Lisa. Elle possède une couverture mauve, qu'elle la considère comme « doudou ».
- Lynn Loud, Sr (ou Mr Loud) est le père de la famille Loud. Son visage entier est invisible jusqu'à la deuxième saison. Mr Loud rompt souvent les bagarres entre ses enfants avant que ça n'aille trop loin et fait toute la cuisine dans la famille comme il rêve d'être un chef de cuisine. Dans l'épisode Une araignée sur le plafond, il est révélé qu'il a peur des araignées comme Leni. À la fin de l'épisode Le Ménage, il est révélé que Mr Loud ne peut manger que des aliments sans gluten. Dans l'épisode Tout un roman !, Mr Loud est montré pour travailler dans un immeuble de bureaux où il travaille comme un travailleur informatique, comme indiqué dans l'épisode L'entretien d'embauche. Dans l'épisode La princesse et la grenouille, il est révélé que sa fille Lynn a hérité son amour du sport de lui. Dans l'épisode Les sœurs à la rescousse, il est révélé que Luan a hérité son mauvais sens de l'humour de lui. Dans l'épisode Galère scolaire, il est implicite que Luna obtient son accent britannique de lui. Dans l'épisode Ras le bol, il est révélé que Mr Loud suit son budget alimentaire en raison de la liste de sa famille. Dans L'entretien d'embauche, Mr Loud a démissionné de son travail de travailleur informatique et a gravi les échelons de co-chef au restaurant d'Aloha Comrade Hawaiian Russian Fusion.
- Rita Loud (ou Mme Loud) est la mère de la famille Loud. Elle est la fille d'Albert aussi appelé  « Papy » et la nièce de « Tante Ruth ». Son visage est également invisible jusqu'à la deuxième saison. Elle est la seule Loud dont le nom ne commence pas par L. Mme Loud se soucie de ses enfants, mais n'a pas peur de les punir si leurs bagarres vont trop loin. Elle est montrée plus équilibrée que Mr Loud. Dans l'épisode Tout un roman !, Mme Loud travaille comme assistante dentaire au cabinet du Dr. Feinstein et écrit un roman qui pourrait mener à une carrière différente. Dans l'épisode Les Sœurs à la rescousse et L comme Love, il est révélé qu'elle a rencontré Mr Loud lorsqu'elle travaillait comme brigadière et qu'elle était liée à lui par des lettres d'admirateurs secrets. Son nom est un calembour sur les mots « lire à haute voix ».

### Famille McBride
- Clyde McBride  est un garçon ringard de onze ans qui est le meilleur ami de Lincoln et le fils adoptif de Howard et Harold McBride. Il est un enfant afro-américain et passe presque tout son temps avec Lincoln. Il possède un talkie-walkie qu'il utilise en mission. Il partage de nombreux intérêts avec Lincoln tels que les jeux vidéo et les films de science-fiction. Il héberge un béguin non partagé sur Lori et a tendance à s'évanouir quand elle lui parle. Lorsque Lincoln se déguise comme Ace Savvy, Clyde s'habille comme son acolyte Jack LeBorgne. Au début de la série, lorsque la famille Loud était à l'origine composée de lapins anthropomorphes, Clyde était un castor. Dans l'épisode Les Vacances à la neige, il est révélé que Clyde est allergique à la sève.
- Howard et Harold McBride sont les pères surprotecteurs de Clyde qui se soucient profondément du bien-être de leur fils. Howard est un homme blanc qui a les cheveux roux et les dents d'argent tandis qu'Harold est un homme afro-américain qui a les cheveux noirs amincissants et porte un gilet de chandail avec un nœud papillon. Ils font attention à Clyde et le laissent rarement faire quoi que ce soit sans surveillance. Howard a tendance à se sentir émotif en regardant son fils grandir et est plutôt névrosé. Harold est un chef qualifié qui agit plus calme et recueilli. Les McBrides sont le premier couple homosexuel à figurer dans un programme Nickelodeon.

### École primaire Royal Woods
- Wilbur Huggins est le principal de École primaire Royal Woods.
- Cheryl est la secrétaire du proviseur de École primaire Royal Woods. On apprend dans l'épisode « Coup double » qu’elle  a une sœur jumelle prénommée Meryl  dont elle est extrêmement proche et avec qui elle faisait du roller derby à la fac.
- Agnes Johnson est le professeur de cinquième année de École primaire Royal Woods.
- Coach Pacowski est le prof de gym de École primaire Royal Woods. On apprend dans l'épisode « Les profs ont le béguin » qu’il vit avec sa mère sur le bateau de cette dernière, qu’il adore le minigolf qu’il pratique et qu’il a un faible pour Mme Patti, l’infirmière.
- Nurse Patti est l'infirmière de École primaire Royal Woods. On apprend dans l'épisode « Les profs ont le béguin » qu’elle adore le minigolf qu’elle pratique et qu’elle a un faible pour le Coach Pacowski.
- Miss Allegra est le professeur de première année de École primaire Royal Woods.
- Ms. DiMartino est la professeure suppléante de École primaire Royal Woods. C’est une très belle femme dont les élèves tombent amoureux. On apprend également dans un épisode que Bobby Santiago, l'amoureux de Lory, a également été amoureux d’elle avant de se mettre en couple avec Lory.
- Norm est le concierge de École primaire Royal Woods.
- Ms. Shrinivas est la maîtresse de maternelle de École primaire Royal Woods.

## Audiences
Bienvenue chez les Loud est devenue la série d'animation numéro un à la télévision au cours de son premier mois sur les ondes. Au cours du mois de mai 2016, le nombre de téléspectateurs ciblant les enfants âgés de 6 à 11 ans a été en moyenne de 68 % supérieur à celui de Nickelodeon en mai de l'année précédente. En juin 2016, il s'agissait du programme le mieux noté de Nickelodeon, battant la série Bob l'éponge  avec une note moyenne de Nielsen de 4,9 parmi les 2 à 11 démographes de l'époque.
Le Los Angeles Times a cité la série comme un facteur important dans le maintien de la position de la chaîne Nickelodeon en tant que réseau des enfants les mieux notés à l'été 2016. Pendant la quatrième semaine de la série, Cyma Zarghami a annoncé qu'elle continuait à attirer plus de téléspectateurs que tout autre programme sur la chaîne Nickelodeon.
L'épisode le mieux noté de la série, avec 2,28 millions de téléspectateurs sur sa première, est Deux garçons et un couffin[source insuffisante]. Il s'agit du premier épisode à être diffusé après l'annonce de l'ajout des personnages Howard et Harold McBride. Le premier épisode de Bienvenue chez les Loud diffusé aux heures de grande écoute, Noël en folie, a été la septième télédiffusion le plus populaire de tous les foyers américains le vendredi 25 novembre 2016[source insuffisante].
| Saison | Début de saison   | Début de saison | Début de saison | Fin de saison     | Fin de saison   | Fin de saison |
| Saison | Date de diffusion | Téléspectateurs | Réf.            | Date de diffusion | Téléspectateurs | Réf.          |
| ------ | ----------------- | --------------- | --------------- | ----------------- | --------------- | ------------- |
| 1      | 2 mai 2016        | 2 070 000       | [ 33 ]          | 8 novembre 2016   | 1 730 000       | [ 34 ]        |
| 2      | 9 novembre 2016   | 1 770 000       | [ 35 ]          | 1er décembre 2017 | 1 730 000       | [ 36 ]        |
| 3      | 19 janvier 2018   | 1 770 000       | [ 37 ]          | 7 mars 2019       | 1 220 000       | [ 38 ]        |
| 4      | 27 mai 2019       | 920 000         | [ 39 ]          | 23 juillet 2020   | 620 000         | [ 40 ]        |
| 5      | 11 septembre 2020 | 790 000         | [ 41 ]          | 4 mars 2022       | 330 000         | [ 42 ]        |
| 6      | 11 mars 2022      | 307 000         | [ 43 ]          | 16 mai 2023       | 209 000         | [ 44 ]        |
| 7      | 17 mai 2023       | 135 000         | [ 45 ]          | 6 juin 2024       | 76 000          | [ 46 ]        |

### Réception critique
La série Bienvenue chez les Loud a reçu des critiques positives, en particulier pour son animation, son doublage, sa caractérisation et les thèmes réconfortants de chaque épisode. Emily Ashby de Common Sense Media a salué les messages vocaux et thématiques de la série, en écrivant que « les enfants viendront au Bienvenue chez les Loud pour les rires, mais ils reviendront pour la distribution et les thèmes étonnamment réconfortants qui dominent chaque histoire ». Avec ses notes satisfaisantes Bienvenue chez les Loud est devenu la série no 2 de Nickelodeon depuis juin 2016. Au niveau International, elle est la troisième série d'animation la plus regardée à la télévision derrière Les Simpsons et Bob l'éponge. Kevin Johnson de The A.V. Club a donné au spectacle un B+, notant que « les personnages féminins sont définis par leurs traits, mais jamais jugés pour eux ».
Les personnages de Howard et Harold McBride ont reçu des éloges en tant que représentation positive d'un couple marié du même sexe, une première sur NickToons,. Laura Bradley de Vanity Fair déclare que la série « traite le sujet du [mariage homosexuel] exactement de la bonne façon […] ce genre de représentation occasionnelle dans la programmation pour enfants est une étape importante ». Elizabeth de Teen Vogue a écrit : « La meilleure partie est que la série ne traite pas ces personnages différemment, ou même les introduire avec un astérisque lourd sur leur état civil ». Le Tai Gooden de Frisky mentionne que « les enfants qui ont deux papas (ou mamans) seront plus que ravis de voir une famille avec laquelle ils peuvent s'identifier à la télévision ». Time a rapporté que « les gens sont ravis de la décision de Nickelodeon d'inclure un couple gay ». De plus, suggéré dans l’épisode L comme Love, le couple formé par Luna Loud et sa camarade Sam est confirmé dans l'épisode La Course du cœur.
Cependant, les personnages ont été critiqués par des groupes de médias conservateurs. L'American Family Association s'est opposée à des scènes mettant en vedette les parents de McBride et a tenté de faire en sorte que l'épisode soit remonté en vain, disant que « Nickelodeon devrait rester divertissant » plutôt que militant ». Le Kenya Film Classification Board a également appelé à la suspension de la série sur le fournisseur de services de télévision payante DStv, en disant que la série promouvait les stéréotypes lesbiennes, gays et transgenres ». En 2017, après la diffusion de l'épisode L comme Love en Turquie, le gouvernement a appelé à la suspension de la série en raison du fait que Luna Loud était lesbienne.
Le 6 juin 2018, en Pologne, plusieurs épisodes ont été bannis de la diffusion en raison de la plainte déposée auprès du Conseil national polonais de la radiodiffusion par Ordo Iuris au sujet des thèmes LGBT présentés dans la série,.

### Distinctions

#### Récompenses
- ASCAP Screen Television Awards 2017 : Meilleure série télévisée
- Young Artist Awards 2017 : Meilleure interprétation vocale pour Grant Palmer
- Kids' Choice Awards México 2018 : Meilleure série d'animation
  - Meilleure série d'animation
  - Meilleur scénario d'un programme d'animation pour Eric Acosta, Sammie Crowley, Karla Sakas Shirosphire, Kevin Sullivan, Whitney Wetta, Michael Rubiner
- Imagen Awards 2019 : Meilleur programme télévisé pour enfants
- Young Artist Awards 2019 : Meilleure interprétation vocale pour Andre Robinson

#### Nominations
- GLAAD Media Awards 2017 : Épisode individuel exceptionnel pour En manque d'attention[2]
- Kids' Choice Awards 2017 : Meilleure série d'animation télévisée au niveau international.
- Annie Awards 2018 : Meilleur design d'une production télévisée d'animation pour Amanda Rynda, Larry Murphy, Edgar Duncan, Hallie Wilson et Jared Morgan
- Daytime Emmy Awards 2018 :
  - Meilleur programme d'animation pour Kyle Marshall et Lisa Schaffer
  - Meilleur scénario d'un programme d'animation pour Eric Acosta, Sammie Crowley, Karla Shropshire, Kevin Sullivan, Whitney Wetta et Michael Rubiner
- GLAAD Media Awards 2018 : Meilleur programme pour la jeunesse et la famille[62]
- Kids' Choice Awards 2018 : Meilleure série d'animation au niveau international .
- Daytime Emmy Awards 2019[63] :
  - Meilleur montage d'un programme d'animation pour Oliver Pearce, Amaris Cavin, Gayle M. Grech, Andrew Huang, Monica DeStefano, Rachel Russakoff, Jon Kinyon, Richard A. Domincus, Matthew Malach, Matt Brailey
  - Meilleure musique pour Doug Rockwell et Michelle Lewis
- Kids' Choice Awards 2019 : Meilleure série d'animation au niveau international[64].
- Young Artist Awards 2019 : Meilleure interprétation vocale pour Brie Singleton
- GLAAD Media Awards 2020 : Meilleur programme pour la jeunesse et la famille
- Kids' Choice Awards 2020 : Meilleure série d'animation au niveau international[65].
- Daytime Emmy Awards 2020 : Meilleure série d'animation pour enfant[66],[67]
- Kids' Choice Awards 2021 : Meilleure série d'animation au niveau international[68].
- GLAAD Media Awards 2021 : Programme exceptionnel pour les enfants et la famille[69].

## Série dérivée
Une série dérivée intitulée Bienvenue chez les Casagrandes est diffusée depuis octobre 2019 sur Nickelodeon. Il met en vedette Bobby et Ronnie Anne Santiago ainsi que leur famille Casagrande vivant à Great Lakes City. Il est annoncé que la série sera diffusée en octobre 2019.
Le 7 mai 2019, il est annoncé qu'Eugenio Derbez, Ken Jeong et Melissa Joan Hart avaient rejoint respectivement le casting pour les personnages dont Bobby, Ronnie Anne avec leur père le Dr Santiago, Stanley Chang et Rebecca Chang.
En 2022 lors de la présentation initiale virtuelle de Nickelodeon, il est annoncé que le chaîne a commandé une nouvelle série dérivée de la série, il s'agit de Bienvenue chez les Loud mais en prise de vues réelles. Cela fait suite au succès du film en live action, A Loud House Christmas, qui a attiré 3,1 millions de téléspectateurs au total durant sa diffusion.

## Films dérivés
Le 28 mars 2017, le président de Paramount, Marc Evans, annonce qu'un film d'animation basé sur la série télévisée est prévu pour le 7 février 2020. Cependant, en janvier 2019, Paramount retire le film de son calendrier. Le 5 février 2019, The Hollywood Reporter annonce que le projet devrait finalement voir le jour sur la plateforme américaine Netflix.
Le 12 janvier 2021, il est confirmé que le film sortirait sur Netflix et que la famille Loud voyagerait en Écosse. Il sort finalement le 20 août 2021 sous le titre Bienvenue chez les Loud, le film (The Loud House Movie).
Le 19 février 2020, un long métrage en prise de vues réelles intitulé The Loud House: A Very Loud Christmas est annoncé en cours de développement pour la saison 2020-2021. Et Est finalement diffusé en novembre 2021.

## Autres produits dérivés

### DVD et Blu-ray
| Région | Titre originale           | Saison | Format image | Nombres d'épisodes | Durée       | Sortie           |
| ------ | ------------------------- | ------ | ------------ | ------------------ | ----------- | ---------------- |
| 1      | Welcome to The Loud House | 1      | 16:9         | 13                 | 305 minutes | 23 mai 2017      |
| 1      | It Gets Louder            | 1      | 16:9         | 13                 | 293 minutes | 22 mai 2018      |
| 1      | Relative Chaos            | 2      | 16:9         | 13                 | 293 minutes | 21 mai 2019      |
| 1      | Absolute Madness          | 2      | 16:9         | 13                 | NC          | 19 mai 2020      |
| 1      | Road Tripped              | 3      | 16:9         | 13                 | NC          | 17 mai 2021      |
| 2      | A Very Loud Christmas     | 1 et 2 | 16:9         | 7                  | 90 minutes  | 29 octobre 2018  |
| 4      | A Very Loud Christmas     | 1 et 2 | 16:9         | 7                  | 90 minutes  | 14 novembre 2018 |